# Società delle missioni africane
La Società delle missioni africane (in latino Societas Missionum ad Afros) è una società clericale di vita apostolica di diritto pontificio: i membri della società pospongono al loro nome la sigla S.M.A.

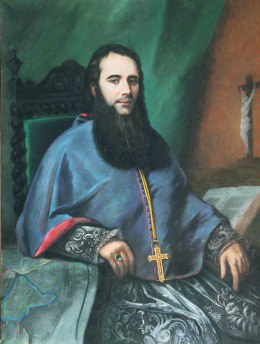
Melchior de Marion Brésillac, fondatore della Società delle missioni africane

## Storia
La compagnia venne fondata da Melchior de Marion Brésillac (1813-1859). Membro della Società per le missioni estere di Parigi, fu missionario in India e vicario apostolico di Coimbatore: dimessosi, chiese alla Congregazione de Propaganda Fide di essere inviato in Dahomey, dove non erano ancora penetrati i missionari cattolici, e la Santa Sede gli diede mandato di organizzare una società missionaria per svolgere tale opera. La società ebbe inizio a Lione l'8 dicembre 1856.
Completata la formazione del primo gruppo di missionari, poiché la Congregazione de Propaganda Fide aveva giudicato il clima del Dahomey troppo inospitale, Melchior de Marion Brésillac e i suoi compagni partirono alla volta della Sierra Leone, dove i missionari giunsero il 14 maggio 1859, ma i sacerdoti vennero colpiti da febbre gialla e morirono pochi mesi dopo il loro arrivo.
Nonostante le difficoltà causate dalla scomparsa del fondatore, l'opera sopravvisse soprattutto grazie al nuovo superiore Augustin Planque (1826-1907): il 28 agosto 1860 venne eretto il vicariato apostolico del Dahomey e venne affidato alla Società delle missioni africane; seguirono missioni in Porto Novo, Lagos, Costa d'Oro, Niger, Costa d'Avorio e Liberia.
La Società delle missioni africane ottenne l'approvazione del cardinale de Bonald, arcivescovo di Lione, il 23 dicembre 1864 e ricevette il pontificio decreto di lode il 16 marzo 1879); la Società ottenne l'approvazione definitiva della Santa Sede il 23 agosto 1900.
Esiste anche il ramo femminile delle suore missionarie di Nostra Signora degli Apostoli, fondate da Planque nel 1876.

## Attività e diffusione
Il fine della Società è l'evangelizzazione dell'Africa. Giuridicamente dipende dalla Congregazione per l'evangelizzazione dei popoli.
I missionari svolgono il loro apostolato in numerosi paesi africani (Benin, Repubblica Centrafricana, Repubblica Democratica del Congo, Costa d'Avorio, Egitto, Ghana, Kenya, Liberia, Marocco, Niger, Nigeria, Sudafrica, Tanzania, Togo, Zambia) e fanno animazione missionaria nei loro paesi d'origine (Australia, Belgio, Canada, Filippine, Francia, India, Irlanda, Italia, Paesi Bassi, Polonia, Regno Unito, Spagna, Stati Uniti d'America); la sede generalizia è a Roma.
Al 31 dicembre 2005, la società contava 82 comunità e 955 membri, 836 dei quali sacerdoti.